# Marie Mathis
Marie Mathis (* 24. Oktober 1868 in Neutornow; † 30. oder 31. Juli 1935 in Braunschweig) war eine deutsche Sozialbeamtin und Politikerin (DVP, DNVP).

## Leben
Mathis wurde als Tochter eines Pastors und späteren Konsistorialrates geboren. Sie verbrachte ihre Jugend in Berlin und war danach bis 1916 als Sozialbeamtin in Blankenburg (Harz) tätig. Im Anschluss fungierte sie als Leiterin des Fürsorgeamtes des Herzogtums Braunschweig sowie als Leiterin des Landesfürsorgeamtes des Freistaates Braunschweig. Des Weiteren war sie Mitglied des Frauenbundes.
Mathis trat Ende 1918 in die DVP ein und wurde im gleichen Jahr in die Braunschweigische Landesversammlung gewählt, aus der später der Braunschweigische Landtag hervorging. Sie war zunächst Mitglied der Fraktion des Braunschweigischen Landeswahlverbandes und wurde nach deren Auflösung im Mai 1922 Mitglied der Fraktion DVP und Wirtschaftsverband (DVP/WV). Nach ihrem Wechsel zur DNVP war sie von 1924 bis 1927 Mitglied der Fraktion Parlamentarische Arbeitsgemeinschaft der nationalen Parteien und des Wirtschaftsverbandes (Parlamentarische AG).